# Hans-Jürgen Bombach

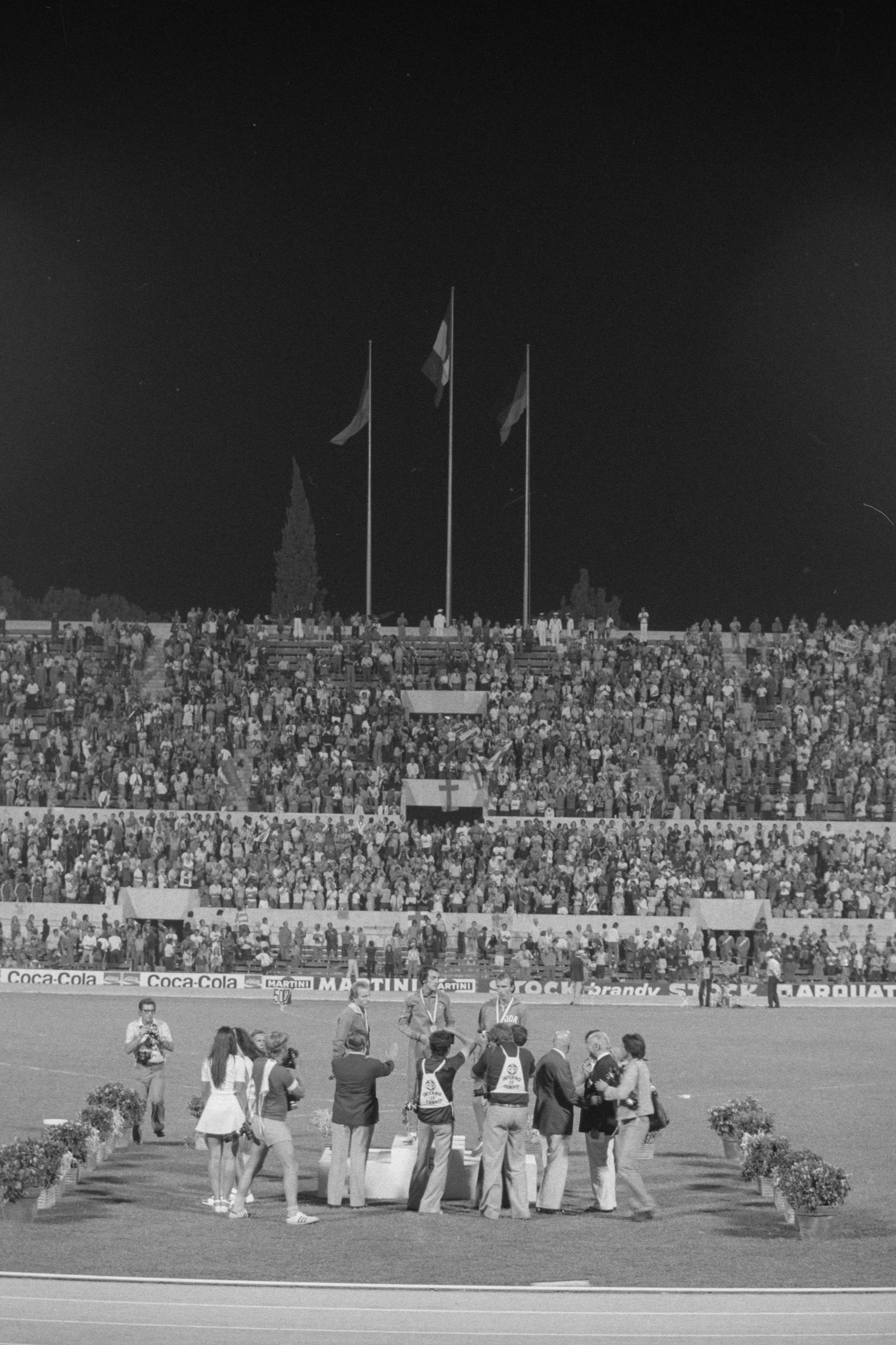
Hans-Jürgen Bombach bei der Siegerehrung im 200-Meter-Lauf, Europameisterschaften 1974 in Rom

Hans-Jürgen Bombach (* 11. August 1945 in Wehrsdorf) ist ein deutscher Leichtathlet, der – für die DDR startend – Ende der 1960er bis Mitte der 1970er Jahre ein erfolgreicher Sprinter war. Sein größter Erfolg war die Bronzemedaille im 200-Meter-Lauf bei den Europameisterschaften 1974 in Rom (20,83 s). Eine weitere Bronzemedaille bei diesen Europameisterschaften gewann er mit der 4-mal-100-Meter-Staffel der DDR (38,99 s; zusammen mit Manfred Kokot, Michael Droese und Siegfried Schenke).
Am 20. Juli 1973 lief er in Dresden die 100 Meter in 10,0 s und stellte damit den bestehenden Europarekord ein. Einen Tag später, am 21. Juli 1973, stellte er in Dresden mit 20,2 s einen DDR-Rekord im 200-Meter-Lauf auf.
Hans-Jürgen Bombach startete für den SC Dynamo Berlin. In seiner aktiven Zeit war er 1,83 m groß und wog 75 kg.

## Weitere Starts bei nationalen und internationalen Höhepunkten
- 1969, Europameisterschaften in Piräus: Platz 4 im 200-Meter-Lauf (21,0 s); Platz 5 in der 4-mal-100-Meter-Staffel; im 100-Meter-Halbfinale ausgeschieden
- 1971, Europameisterschaften in Helsinki: im 100-Meter-Halbfinale ausgeschieden; mit der 4-mal-100-Meter-Staffel im Endlauf disqualifiziert
- 1972, Olympische Spiele in München: im 100-Meter-Zwischenlauf ausgeschieden; Platz 5 mit der 4-mal-100-Meter-Staffel der DDR
- 1973, Europacup-Finale in Edinburgh: Platz 2 im 200-Meter-Lauf (21,05 s); DDR-Meister im 100- und 200-Meter-Lauf
- 1974: DDR-Meister im 200-Meter-Lauf

| Personendaten    | Personendaten          |
| ---------------- | ---------------------- |
| NAME             | Bombach, Hans-Jürgen   |
| KURZBESCHREIBUNG | deutscher Leichtathlet |
| GEBURTSDATUM     | 11. August 1945        |
| GEBURTSORT       | Wehrsdorf              |